# Паркинг на Тринити Скуеър
Паркингът на Тринити Скуеър (на английски: Trinity Square Car Park) е многоетажен паркинг в централната част на град Гейтсхед, в североизточната част на Англия, съществувал от 1969 до 2010 г.
Проектиран от Родни Гордън, той е един от известните образци на брутализма в архитектурата. Сградата става популярна сред по-широка публика след ключовата си роля в „Хванете Картър“, известен филм от 1971 г.
Паркингът е построен като част от голям търговски център и има 7 нива за паркиране с голямо кафе на последния етаж. Проектиран е през 1962 г., в апогея на модата на брутализма, но е открит едва през 1969 г., когато тя вече е донякъде отшумяла. Видимият бетон на конструкцията не понася добре атмосферните въздействия и при снимките на „Хванете Картър“, едва 1 години след откриването, тя вече изглежда западнала.
Зле разположен и със затруднен достъп, търговският център „Тринити Скуеър“ няма голям успех и постепенно запада. Към средата на 1980-те години градоустройствени промени в центъра на Гейтсхед обезсмислят съществуването на паркинга.
Поради влошаващото се състояние на конструкцията през 1995 г. е забранен достъпът до горните етажи. През този период се появяват различни идеи за използването на сградата, включително като галерия за съвременно изкуство, но те не намират приложение поради големите разходи за осъществяването им.
В края на 1990-те години веригата супермаркети „Теско“ придобива дялове от комплекса, планирайки пълната му реконструкция. През 2008-2010 г. старият търговски център и паркингът са напълно разрушени.